# Роберт Ярни
Роберт Ярни (на сърбохърватски: Robert Jarni) е бивш хърватски футболист. Роден е на 26 октомври 1968 г. в Чаковец.

## Състезателна кариера
- 1987–91 НК Хайдук Сплит
- 1991–93 АС Бари (Италия)
- 1993–94 ФК Торино (Италия)
- 1994–95 Ювентус Торино (Италия)
- 1995–98 Реал Бетис (Испания)
- 1998–99 Реал Мадрид (Испания)
- 1999–01 Лас Палмас (Испания)
- 2001–02 Панатинайкос (Гърция)

Ярни е играл 11 мача на световните първенства по футбол през 1990, 1998 и 2002 г. На тези първенства Ярни има отбелязан един гол.